# Dilar corsicus
Dilar corsicus är en insektsart som beskrevs av Longinos Navás 1909. 
Dilar corsicus ingår i släktet Dilar och familjen Dilaridae. Inga underarter finns listade i Catalogue of Life.